# Consiglio internazionale degli archivi
Il Consiglio internazionale degli archivi (in francese Conseil international des archives, in inglese International Council on Archives, acronimo CIA o ICA) è un'organizzazione internazionale fondata nel giugno 1949 presso l'UNESCO. 
Ha sede a Parigi in rue des Francs-Bourgeois 60, nel quartiere del Marais.

## Finalità
Questa istituzione è il più importante organo internazionale in campo archivistico, che ha come scopo il collegamento tra le singole entità nazionali, senza però imporre normative da applicarli a livello sovranazionale. Tra i fini ci sono l'assicurare la conservazione, la fruizione e la valorizzazione del patrimonio archivistico mondiale.
Vi partecipano le istituzioni archivistiche nazionali, regionali, locali, pubbliche e private, le associazioni professionali di categoria, alcuni archivisti a titolo individuale e membri d'onore: la sua struttura è quindi molto articolata.
Il governo del consiglio è affidato a un'assemblea generale, dotata di segretariato generale, di una Conferenza internazionale della tavola rotonda degli archivi e di un comitato esecutivo. Il comitato organizza ogni quattro anni un comitato per la valutazione del programma e un comitato organizzatore del congresso internazionale.
Un settore è dedicato agli interessi regionali ed esiste anche una commissione per la gestione del programma. Nell'organigramma sono poi presenti varie sottocommissioni, sezioni professionali e gruppi editoriali che possono dare impulso a varie iniziative pubbliche ed editoriali.

## Organizzazione
Il CIA è organizzata in tredici branche regionali con diversi livelli di attività, inclusa la branca dei Caraibi (CARBICA), la branca dell'Est e Sud Africa (ESARBICA), la branca Sud e Ovest dell'Asia (SWARBICA), la branca europea (EURBICA) e la branca dell'area Pacifica (PARBICA). La branca del Nord America (NAANICA) opera "virtualmente" e grazie al contributo degli incontri della Society of American Archivists e della Association of Canadian Archivists. 
Il CIA ha dodici sezioni professionali, che provvedono ad indirizzare i contenuti archivistici dell'organizzazione e delle sue attività, inclusa la Sezione per l'Educazione Archivistica (SAE), la SAR (Section for Architectural Records), la SBA (Section for Business Archives), la SLA (Section for Archives of Literature and Art), la SLMT (Section for Local, Municipal and Territorial Archives), la SPO (Section on Sports Archives), la SPP (Section for Archives of Parliaments and Political Parties) e la SUV (Section for University and Research Institutions).

## Attività
Il CIA pubblica Comma, a cadenza annuale o due volte l'anno.
Ogni quattro anni, il CIA organizza il proprio Congresso internazionale. Negli ultimi anni si sono tenuti a Vienna (2004), Kuala Lumpur (2008), Brisbane (2012) e Seul (2016). 
Fino al 2011, il CIA ospitava anche il meeting annuale della CITRA (International Conference of the Round Table on Archives), che metteva insieme i dirigenti delle istituzioni archivistiche nazionali, i presidenti delle associazioni archivistiche nazionali di professionisti e i rappresentanti delle varie sezioni. Gli ultimi tre meeting della CITRA si sono tenuti a Malta (2009), Oslo (2010) e Toledo (2011). Dopo il meeting della CITRA a Toledo, il CIA ha sostituito i meeting della CITRA con una conferenza annuale. 
Si sono svolte in Europa le prime tre conferenze annuali - Bruxelles (2013), Gerona (2014) e Reykjavík(2015) - e la più recente (Roma 2022).

## ISAD
Nel 1993, il CIA approva la prima versione di ISAD(G) (General International Standard Archival Description), con l'intenzione di definire degli standard internazionali di descrizione archivistica. Una nuova versione, conosciuta come ISAD(G)2, è stata pubblicata nel 2000.

## Pubblicazioni
Nel 1997 il CIA pubblica la Guida per la Gestione dei Documenti Elettronici secondo una Prospettiva Archivistica. Secondo la guida i documenti digitali non devono essere considerati come un corpus documentario a parte. Si sottolinea inoltre che la formazione dell'archivio inizia con la creazione/acquisizione dei documenti e che il processo archivistico non va dunque considerato "a valle", ovvero dopo la creazione dei documenti.
Nel 2008 il CIA pubblica i Requisiti Fondamentali, poi acquisiti dall'ISO con codice ISo 16175. Tra i requisiti fondamentali vengono indicate diverse buone prassi legate alla gestione dei documenti archivistici, come l'affidabilità gestionale, le informazioni sull'uso di metadati, i criteri su conservazione e accessibilità, i metodi per selezione e scarto. Si identifica inoltre la divisione archivistica in 4 macro aree: creazione, tenuta, distribuzione, amministrazione.